# Fnac
Fnac és una companyia francesa dedicada a la venda de productes electrònics i culturals.
El seu nom és un acrònim; originàriament de Fédération Nationale d'Achats des Cadres (Federació Nacional de Compres per Directius), actualment Fédération Nationale d'AChats (Federació Nacional de Compres).
Va ser fundada el 1954 per André Essel (nat el 1918) i Max Théret, dos antics militants trotskistes. Actualment pertany al grup Pinault Printemps Redoute, creat per François Pinault el 1963, al qual s'ajuntà després de ser comprada el 1996 (parcialment el 1994).
Al començament només venia material cinematogràfic i fotogràfic, però actualment el seu rang de productes inclou també llibres, CD, DVD, maquinari i programari.
Tendeix a situar-se en centres comercials, on organitza actes culturals i exposicions. Disposa de 67 botigues a França, 23 a Espanya, 10 a Portugal, 6 a Bèlgica, 5 al Brasil, 5 a Itàlia, 4 a Suïssa i 2 a Taiwan. Hi ha 9 botigues als Països Catalans: una a Perpinyà, 5 a Barcelona, una a València, una a Girona i una a Alacant.
El 2023 formava part del grup Fnac-Darty i va facturar 7.875 milions d'euros, amb un valor estimat a borsa de 900 milions.